# Jozo Matošić
Jozo Matošić (* 27. Januar 1913 in Split; † 1. März 1999 in Dubrovnik) war ein kroatischer und jugoslawischer Fußballspieler auf der Position eines Verteidigers. Er spielte während seiner gesamten Laufbahn für den NK Hajduk Split, mit dem er in den 1940er Jahren dreimal als Spieler die kroatische Fußballmeisterschaft und 1952 als Trainer die jugoslawische Fußballmeisterschaft gewann.
Jozo Matošić ist der ältere Bruder von Frane Matošić, dem erfolgreichsten Torjäger der Vereinsgeschichte. Zwischen 1934 und 1940 absolvierte Jozo Matošić insgesamt 24 Länderspieleinsätze für die jugoslawische Fußballnationalmannschaft. 

## Erfolge
- Kroatischer Meister: 1941, 1945, 1946 (als Spieler)
- Jugoslawischer Meister: 1952 (als Trainer)